# 대한민국 민법 제807조
대한민국 민법 제807조는 혼인적령에 대한 민법조문이다.

## 조문
제807조(혼인적령)18세가 된 사람은 혼인할 수 있다.[전문개정 2007.12.21.]

## 참고 문헌
- 오현수, 일본민법, 진원사, 2014. ISBN 9788963463452
- 오세경, 대법전, 법전출판사 , 2014 ISBN 9788926210277
- 이준현 , LOGOS 민법 조문판례집, 미래가치, 2015. ISBN 9791155020869

## 같이 보기
- 혼인적령